# 宮﨑真実
宮﨑 真実（みやざき まみ、1990年3月22日 - ）は、長崎文化放送のアナウンサー。

## 人物
福岡県出身。福岡女学院大学人文学部卒業。2012年から長崎文化放送のアナウンサーなどの仕事をしている。

## 担当番組
現在
- スポ魂★ながさき
- シネマナビゲーション
- nccニュース

過去
- トコトンHappyサタデー
- アナ部屋〜メイクルームの扉を開けたら〜